# クロノポスト
クロノポスト(Chronopost)は、フランス郵政公社(La Poste)のグループ会社で、主にフランス国内外の国際宅配便を担当している。

## 数値
毎日30万個の荷物を取り扱っている。
2011年のデータによれば、
- フランス領土内に70ヶ所の専用施設
- 海外に6ヶ所の専用施設
- 7000ヶ所の中継ポイント
- 12,000ヶ所の郵便局
- 6ヶ所のハブ
  - 道路ハブ：チリー、ポワティエ、モンペリエ、コルバ、ル・マン（道路ハブはすでに飽和状態で、混雑緩和のためにル·マンに新しい道路ハブを設置する。）
  - エアハブ：ロワシー、マルセイユ

## EMS
フランスにおける日本郵便の国際配達サービスEMSの配達を担当している。日本郵便ではカスタマーサービス全般の向上のため、平成19年11月12日から「EMSジャパンデスク(フランス)」という日本語で対応可能な「お問い合わせ窓口」を開設している。

## 不着について
日本から送った荷物が不着返送される問題が数多く発生している。この問題に対してクロノポスト社は
- ドアコード（デジコード、デジタルコード）が必要な建物にはドアコード番号を明記（※）
  - （※フランスの郵便配達員と違い、クロノポスト社の社員はマンション用マスターコードを持っていないため）
- 宛先も細かく階層や建物棟、アクセス方法を明記
- 受取人の電話番号、ほか連絡方法を明記
- 税関手続きがスムーズに行えるよう発送前の手続きやインボイスなどを不備なく行う事
  - 「国・地域別情報(国際郵便条件表)」、禁制品、送達条件などの確認
- 必要書類を添えて配達すること。
- 受取人がお問い合わせできるよう「お問い合わせ番号」を連絡しておくこと

など、報道宛のプレスリリースを通じて告知を行っている。